# Krsinji Vrh
Krsinji Vrh este o localitate din comuna Sevnica, Slovenia, cu o populație de 35 de locuitori.